# Philipp Kohl (Politiker)
Philipp Kohl (* 30. Oktober 1980 in Graz) ist ein österreichischer Politiker der Österreichischen Volkspartei (ÖVP). Vom 19. Oktober 2023 bis zum 5. Februar 2025 war er vom Landtag Burgenland entsandtes Mitglied des Bundesrates.

## Leben

### Ausbildung und Beruf
Philipp Kohl besuchte nach der Volksschule Söchau das Gymnasium in Fürstenfeld und das Bundesoberstufenrealgymnasium  (BORG) in Güssing. Anschließend absolvierte er den Zivildienst. Er machte eine Ausbildung zum Sozialpädagogen für Kinder und Jugendliche und war zehn Jahre in diesem Bereich tätig. Außerdem arbeitete er in der Wirtschaftskammer Burgenland und war im Österreichischen Arbeitnehmerinnen- und Arbeitnehmerbund (ÖAAB) Burgenland angestellt. Ehrenamtlich engagiert er sich im Nachwuchsfußball und ist Koordinator der Spielgemeinschaft Raabtal Juniors. Kohl ist verheiratet und Vater zweier Kinder.

### Politik
Kohl gehört seit 2013 dem ÖVP-Bezirksparteivorstand im Bezirk Jennersdorf an, wo er im März 2023 zum Bezirksparteiobmann gewählt wurde. In Mogersdorf ist er seit 2014 ÖVP-Gemeindeparteiobmann-Stellvertreter und ÖVP-Ortsparteiobmann. In der XXII. Gesetzgebungsperiode wurde er mit 19. Oktober 2023 vom Landtag Burgenland in den Bundesrat entsandt und am 8. November 2023 angelobt. Er folgte Bernhard Hirczy nach, der sein Mandat aus beruflichen Gründen zurücklegte. Für die Landtagswahl 2025 wurde er auf Platz sieben der ÖVP-Landesliste gereiht. Nach der Landtagswahl 2025 schied er aus dem Bundesrat aus.